# Treptower Park
Der Treptower Park, angelegt in der zweiten Hälfte des 19. Jahrhunderts, liegt direkt an der Spree im Ortsteil Alt-Treptow des Bezirks Treptow-Köpenick in Berlin. Im Park befinden sich die Archenhold-Sternwarte und das Sowjetische Ehrenmal mit Soldatenfriedhof.

## Geschichte

### Entstehung
Der 88,2 Hektar große Park wurde 1876–1888 nach Plänen des Städtischen Gartendirektors Gustav Meyer angelegt. Als Vorläufer gilt die von Johann Peter Paul Bouché begründete „geregelte Anpflanzung von Gehölzen bei Treptow“. Er ist eine von vier Berliner Parkanlagen, die aus dem 19. Jahrhundert erhalten geblieben sind. Die übrigen drei sind der Volkspark Friedrichshain von 1846, der Volkspark Humboldthain aus dem Jahr 1869 und der Viktoriapark aus dem Jahr 1894. Sie alle entstanden, um der wachsenden Bevölkerung der Stadt Berlin ausreichende Naherholungsflächen zu bieten. Der Treptower Park stellt insofern eine Besonderheit dar, als er aus der Abholzung der Köllnischen Heide entstand – also einer Vernichtung einer Naherholungsfläche, von der nur der Schlesische Busch und der Alte Treptower Park mit einer Fläche von rund 40 Morgen erhalten blieb. Meyer legte 1864 einen ersten Entwurf vor, der zwar von der Stadtverwaltung begrüßt, aber lange Zeit nicht realisiert wurde. Entweder fehlte das Geld oder die Entwässerung des Geländes erhielt Vorrang. Erst 1875 konnte Meyer die vorbereitenden Bauarbeiten starten: Er legte fest, dass an allen äußeren Punkten des Geländes die Arbeiten zugleich beginnen sollten. Er verhinderte damit, dass die Stadtverwaltung weitere angedachte Sparmaßnahmen durchsetzen konnte und seine Pläne in der ursprünglichen Form realisiert wurden. Die Baukosten der Parkanlage betrugen 1,2 Millionen Mark (kaufkraftbereinigt in heutiger Währung: rund 10,5 Millionen Euro). Als Volkspark war er – eine Neuerung für die damalige Zeit – offen für alle Bürger und hatte in seiner Mitte eine große Spiel- und Sportwiese in Form eines Hippodroms, 250 Meter lang und 100 Meter breit. In der Nähe der Spielwiese legte Meyer einen künstlichen Teich, den Karpfenteich, an. Dieser wurde Anfang des 20. Jahrhunderts zur Fischzucht genutzt. Als zentrale Achse diente die Puschkinallee, die als Straße mit mächtigen Platanen noch immer einen Eindruck aus der damaligen Zeit vermittelt.
Meyer erlebte die Fertigstellung nicht mehr. Er starb 1877, sodass sein Nachfolger Hermann Mächtig die Arbeiten 1888 vollendete. Doch bereits 1882 konnten die Berliner den Park nutzen. Zu Ehren Gustav Meyers wurde vom Bildhauer Albert August Manthe eine Büste geschaffen, die 1890 im westlichen Teil zwischen der Puschkinallee und Am Treptower Park aufgestellt wurde.

### Nutzungen und Erweiterungen

#### 1896–1949
Vom 1. Mai bis 15. Oktober 1896 fand im Treptower Park die Berliner Gewerbeausstellung statt.
Ende des 19. Jahrhunderts gab es im Park eine neben der Sternwarte gelegene Urnenhalle, die zu einem Friedhof gehörte. Geplant und gebaut wurde der zweigeschossige kuppelbekrönte Bau nach Plänen des Architekten Carl Zetzsche. Er wurde im Zweiten Weltkrieg zerstört.

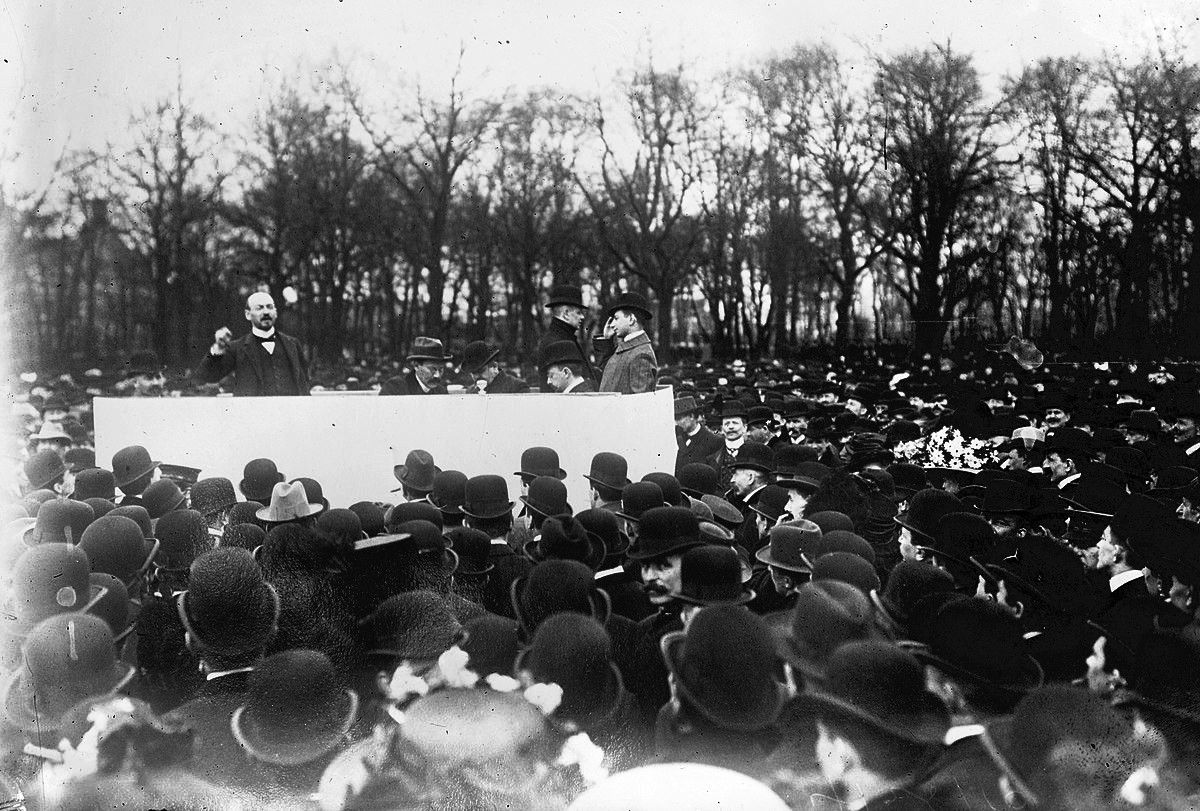
Demonstration im Treptower Park (nach 1899)

Immer wieder war der Park Schauplatz großer Demonstrationen. Gegen Ende des Kaiserreichs fanden hier Kundgebungen gegen das preußische Dreiklassenwahlrecht und für den Frieden statt. Teilweise versammelten sich dabei über 100.000 Menschen.

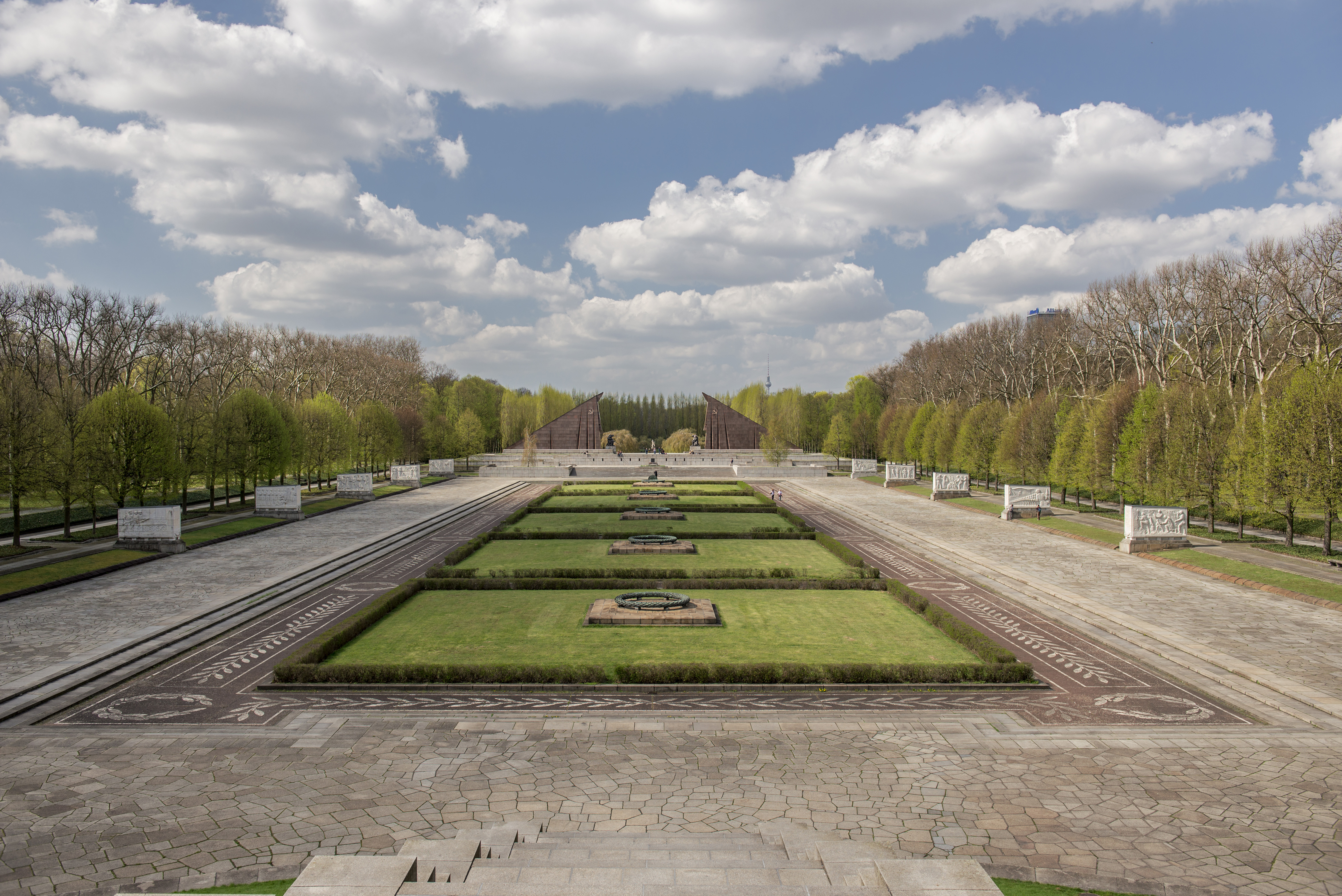
Sowjetisches Ehrenmal im Treptower Park

Das Sowjetische Ehrenmal wurde nach dem Zweiten Weltkrieg auf dem zentralen Areal der ehemaligen Spiel- und Sportwiese auf Weisung der Sowjetischen Militäradministration von 1946 bis 1949 auf einer Fläche von rund 100.000 m² errichtet. Das Ehrenmal ist eine Gedenkstätte und ein Soldatenfriedhof der sowjetischen Kriegsgräberstätten und steht für die etwa 80.000 bei der Schlacht um Berlin in der Endphase des Zweiten Weltkriegs gefallenen Soldaten der Roten Armee.

#### 1950–1989
Von 1957 bis 1958 wurde ein vom Landschaftsarchitekten Georg Pniower entworfener Sommerblumengarten angelegt, aus dem später anlässlich des 20. Jahrestages der DDR der bekannte Rosengarten mit 25.000 Rosenpflanzen, Plastiken (wie Achim Kühns Festivalblume, 1973) und einem Springbrunnen entstand.
Von 1957 bis 1988 veranstaltete der Verband Bildender Künstler der DDR in diesem Park die Freiluft-Kunstausstellung Plastik und Blumen, bei der hier mehrere Plastiken einen dauerhaften Platz erhielten.

#### Seit 1990
Ende des 20. Jahrhunderts wurde der Park umfassend gepflegt und in Teilen historisch rekonstruiert; dabei wurde auch der Karpfenteich entschlammt.
Anlässlich der Fußball-Weltmeisterschaft 2006 fand auf einem Teil des Treptower Parks die Veranstaltung popKick.06 statt. Das Fest führte im Vorfeld zu sehr großem Unmut bei den Anwohnern, da befürchtet wurde, dass der Park für Monate zerstört und die dort ansässige Tierwelt durch die bis zu 25.000 Besucher täglich gestört werden würde. popKick.06 wurde von der Firma Kulturarena organisiert, die ein großes Veranstaltungsareal hinter den Treptowers betreibt.
Die Organisatoren rechneten mit 7.000–10.000 Besuchern pro Tag. Gekommen waren 200.000 Besucher, was einem Tagesdurchschnitt von rund 7.100 Besuchern entspricht. Die Veranstalter bezeichneten die Veranstaltung als „unerwartet großen Erfolg“. Die Schäden an der Vegetation hielten sich in Grenzen. Von den im Vorfeld hinterlegten 135.000 Euro für die Wiederherstellung der Wiese wurde nur ein Bruchteil benötigt.
2016 fand das Lollapalooza-Festival im westlichen Teil des Treptower Parks mit 140.000 Menschen statt.

## Beschreibung und Lage
Der Treptower Park gliedert sich wie die drei anderen Parks der Stadt aus dem 19. Jahrhundert: Große, sonnige Liegewiesen und breite, geschwungene Wege wechseln sich ab. Im Norden grenzt der Park an den S-Bahnhof Treptower Park der Berliner Ringbahn und ihren Gleisanlagen. Im Südosten reicht er bis an den Plänterwald mit dem ehemaligen Vergnügungspark Spreepark und dem Eierhäuschen.
An der Spreeseite liegt der Treptower Hafen, ein Heimathafen für Ausflugsschiffe der Stern- und Kreisschiffahrt. In Richtung Insel der Jugend gelegen befindet sich darin eine der drei Hausbootkolonien in Berlin (neben dem Kolk am Saatwinkler Damm in Plötzensee und dem Flutgraben an der Straße des 17. Juni in Charlottenburg). Weiter südöstlich – am Ursprung des alten Treptow – findet sich die geschichtsträchtige Archenhold-Sternwarte.

## Kunst im Park

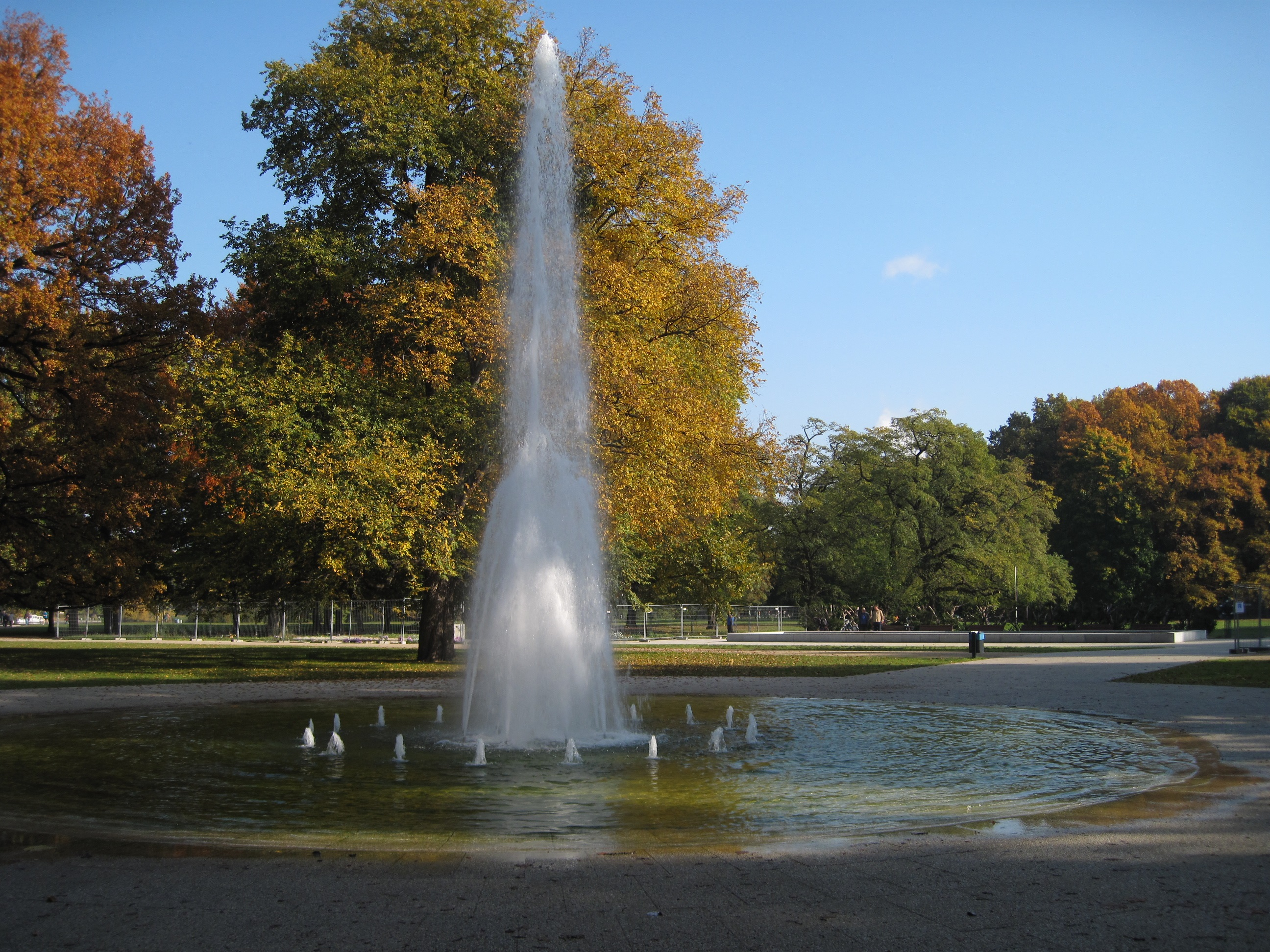
Springbrunnen

Seit 1969 sprudelt im Bereich des Rosengartens ein Springbrunnen mit einer bis zu zehn Meter hohen Mittel-Fontäne. In der Nachbarschaft befindet sich die ebenfalls 1969 eröffnete Brunnengalerie Blumenschau – drei quadratische Becken mit je einer niedrigen Fontäne bilden mit dazwischen angelegten Blumenbeeten ein buntes abwechslungsreiches Band.
Aus verschiedenen Anlässen – unter anderem die Ausstellung Plastik und Blumen wie oben bereits genannt – stellte die Stadt im Park Kunstwerke auf. Das sind Werke von Rolf Winkler (1971), Johannes Belz, Karl-Günter Möpert (1973) und Siegfried Krepp (1975).
In den 1980er Jahren folgte die Bronzeskulptur Vier Heinzelmännchen aus der Werkstatt von Werner Richter, aufgestellt an der Ecke Puschkinallee/Bulgarische Straße. Dieses Kunstwerk zeigte die Heinzelmännchen als fröhliche Kobolde, die auf einer Treppe aus Granit miteinander herumtobten. Seit dem 19. November 2014 werden die guten Hausgeister vermisst, das Bezirksamt Treptow-Köpenick geht von einem Buntmetalldiebstahl aus und hat Anzeige gegen unbekannt erstattet.
Erwähnenswert ist hier außerdem der Tröpfelbrunnen Wolf und Kranich vom Künstler Stefan Horota, nach einer Fabel von Krylow gestaltet und 1981 an der Wasserseite der Puschkinallee aufgestellt.
Der Treptower Park bietet mit seinen vielen kleinen und großen Wiesen sowie den Kunstwerken viel Platz als Erholungsgebiet.
Einen filmischen Spaziergang bietet die Doku Unser Sandmännchen: Plastik und Blumen (1975).

## Zenner
Zenner ist ein Gasthaus und Biergarten mit großer Terrasse im nordöstlichen Bereich des Treptower Parks direkt an der Spree gelegen und ein beliebtes Ausflugsziel. Es ist mit etwa 1500 Plätzen eines der größten Berlins. Das Gebäudeensemble steht samt seinem umgebenden Garten, der zu Beginn der 1920er Jahre angelegt worden war, in der Berliner Denkmalliste.
Seit dem Jahr 1725 gibt es an dieser Stelle ein Wirtshaus mit Schankrecht. Das heutige Gasthaus wurde in den 1950er Jahren nach dem Vorbild des Gasthauses aus dem Jahr 1822 errichtet. Im Laufe der Jahre wechselte es mehrfach seinen Namen, von Spreebudike über Magistrats-Kaffeehaus, Zenner oder Etablissement Friedrich Knape bis zurück zu Zenner nach seinem wichtigsten Betreiber im 19. Jahrhundert. 

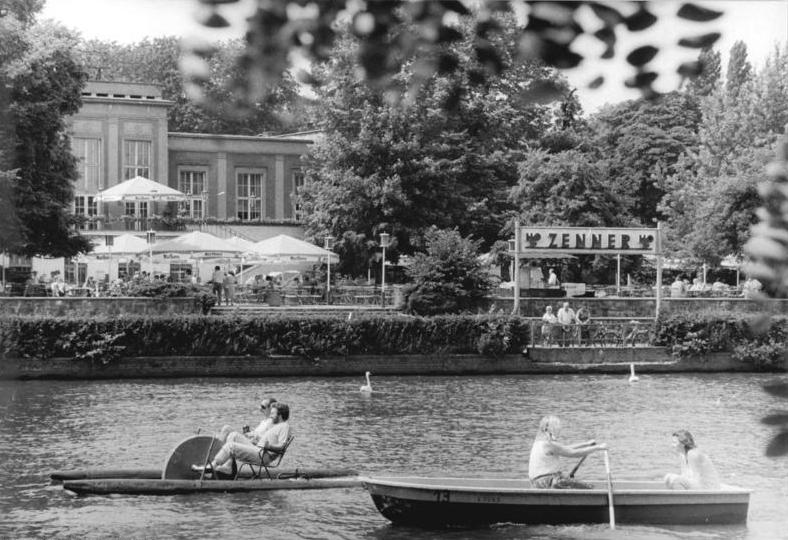
HO-Gaststätte Zenner, Ansicht vom Wasser aus, 1990

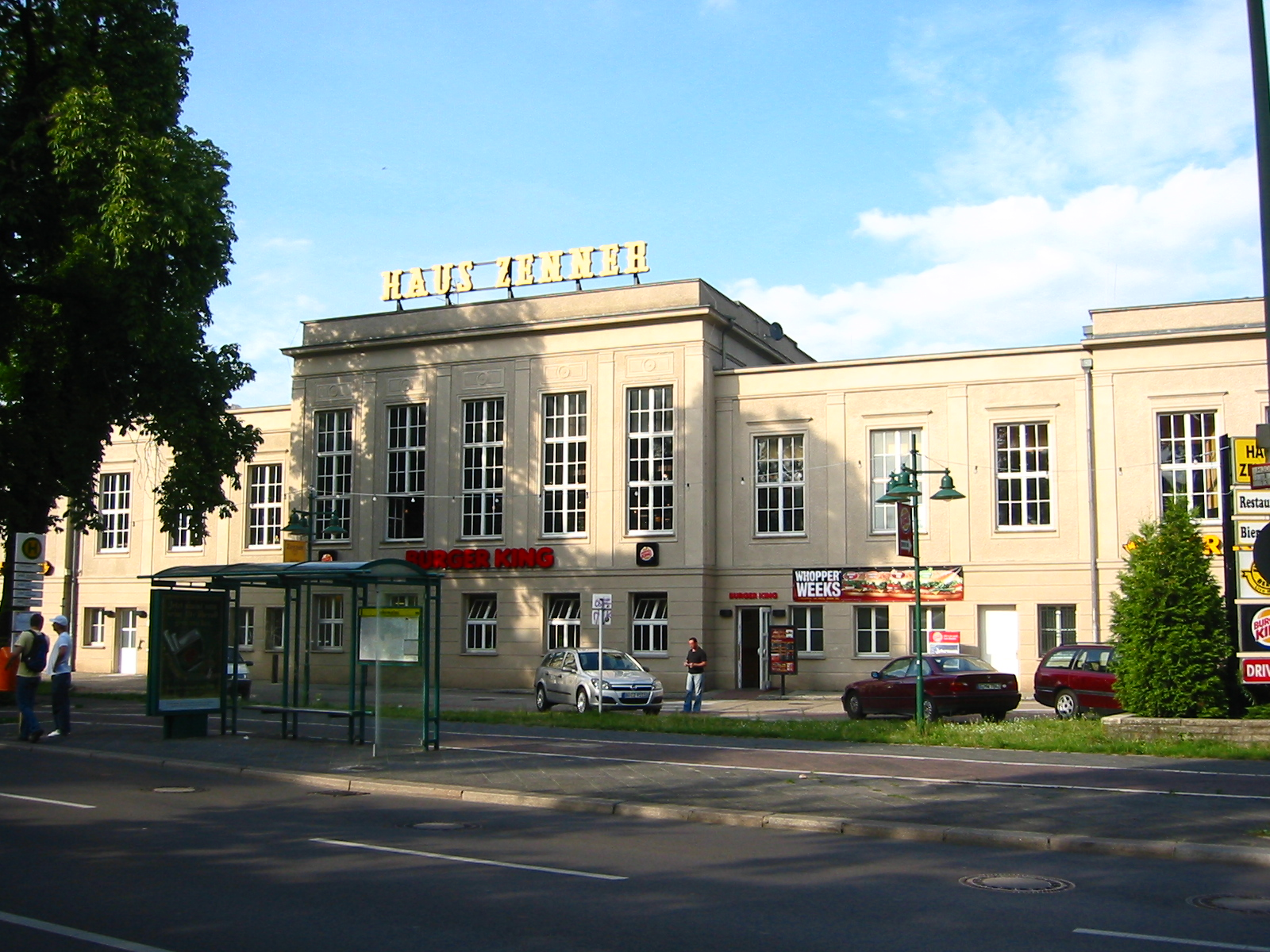
Zenner, 2013

Die Eigentumsrechte wechselten mehrfach zwischen Stadt Berlin und Privatleuten. - Nach der politischen Wende, 1990 wurden die vorhandenen Bauten nicht mehr gepflegt, sondern weitestgehend abgenutzt und schließlich aufgegeben. Seit 2019 gibt es zwei Investoren, die mit ihrem Unternehmen, der Trebow GmbH, eine umfassende Sanierung vornehmen und schrittweise hier einen neuen Kulturort entwickeln. Sanierung und Umbau verursachen Kosten von mehreren Millionen Euro, die teilweise auch über Fördergelder bereitgestellt werden. Biergarten, Außengastronomie und weitere Teile sind bereits wieder hergerichtet und in Betrieb. (Stand Sommer 2023)